# チャールズ・ロック・イーストレイク
チャールズ・ロック・イーストレーク（Charles Lock Eastlake PRA、1793年11月17日 - 1865年12月24日）はイギリスの画家、美術史学者である。

## 略歴
イギリス海軍の軍港の町、プリマスで、海軍の役人の息子に生まれた。プリマスのグラマー・スクールで学び、ロンドンの寄宿学校、チャーターハウス・スクールで学んだ。画家になることを目指し、1809年に歴史画家、肖像画家のベンジャミン・ヘイドンの弟子になり、ロイヤル・アカデミー・オブ・アーツの美術学校で学んだ。

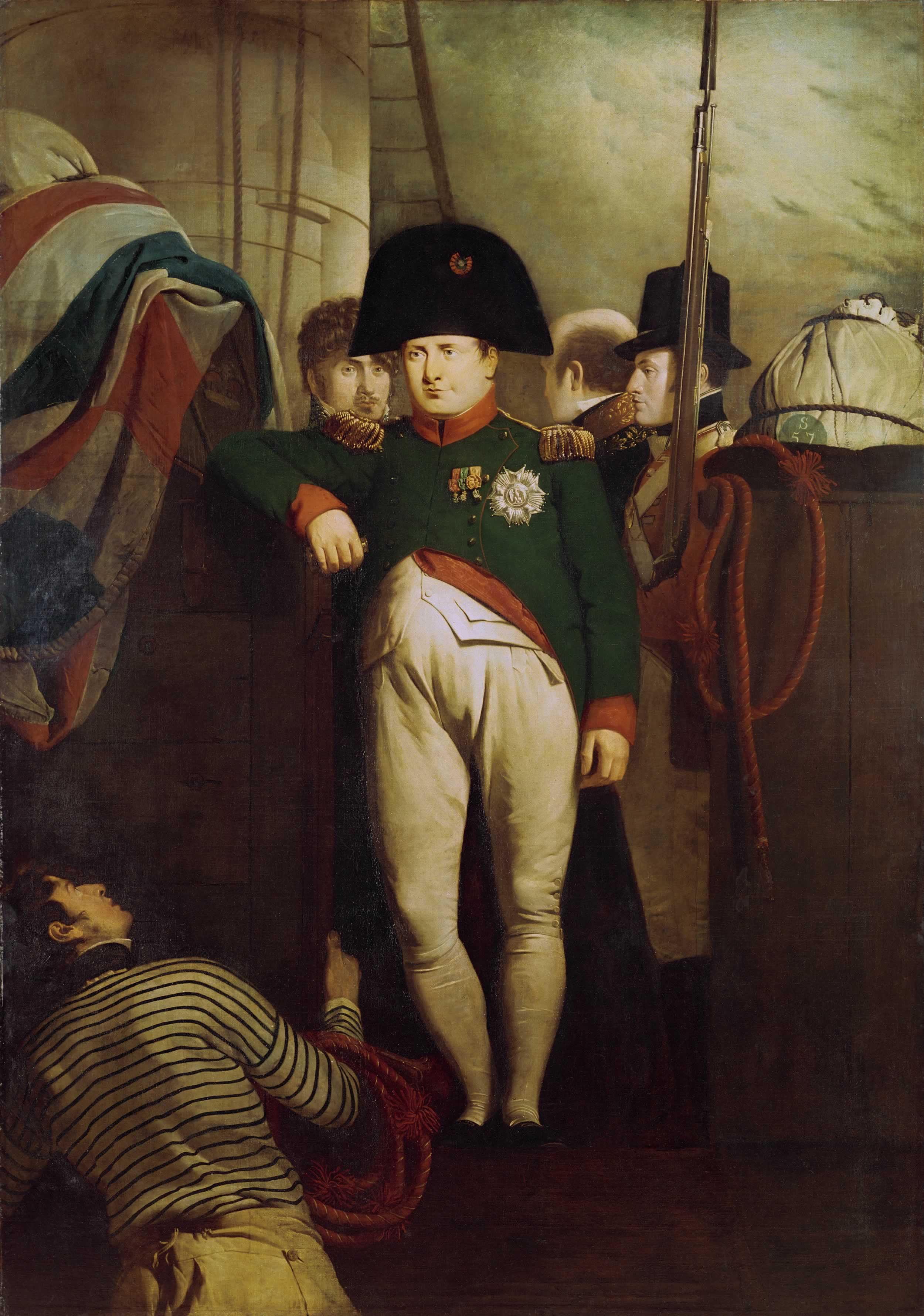
『プリマス湾のベレロフォン上のナポレオン・ボナパルト』(1815)

1815年にロンドンの民間展覧会「British Institution」に出展した後、パリに渡り、当時、ナポレオン美術館と呼ばれていた、ルーブル美術館に集められた美術作品を研究した。イーストレークが画家として知られるようになるのは1815年に発表した戦列艦ベレロフォンに捕らえられているナポレオンを描いた作品、『プリマス湾のベレロフォン上のナポレオン・ボナパルト』であった。イーストレークもナポレオンを見るために、多くの見物人同様、ボートを雇って、プリマス港のベレロフォン号に近づき船をスケッチした。
1816年に、ローマに旅し、イタリアに滞在するイギリスの有力者たちや、仲間の画家たちの肖像画を描いた。その中には画家のトーマス・ローレンスやジョゼフ・マロード・ウィリアム・ターナーもいた。ナポリやアテネも旅した。
フランスやイタリアに活動の拠点を置きながら、ロイヤル・アカデミー・オブ・アーツの展覧会に毎年、作品を出展し、1827年にアカデミーの会員に選ばれた。1830年にイギリスに戻り、イギリスでも地中海沿岸の風景を背景にした歴史画や宗教画をおもに描いた。
美術史家としては、ゲーテの『色彩論』を1840年に翻訳した。詳細な注釈付きで、ドイツの美術史家、フランツ・テオドール・キューグラーの『絵画史の手引き』("Handbuch der Geschichte der Malerei")を編集した。これらの書籍の出版によって芸術家としての評価が高まり、政府の美術支援を協議する委員に選ばれた。
ロンドンのナショナル・ギャラリーの創設に関わり、1843年に2代目の学芸員(キーパー)に任じられたが、後に執筆や創作のために辞任した。1849年に美術史家、翻訳家のエリザベス・リグビーと結婚した。
1850年から1865年まで、王立バーミンガム芸術家協会の2代目の会長を務め 、1850年にロイヤル・アカデミー・オブ・アーツの会長に選ばれ、ナイトの称号を得た。イギリスの美術界の重要人物となり、1853年に写真協会の初代会長、1855年にナショナル・ギャラリー の館長などを務めた。1864年にケンブリッジ大学から名誉博士号を贈られた
。

## 著書
- Materials for a History of Oil Painting (1847). A second volume was published posthumously in 1869.
- Contributions to the Literature of the Fine Arts (1848).
- "Hints on Household Taste" (1874)

## 作品

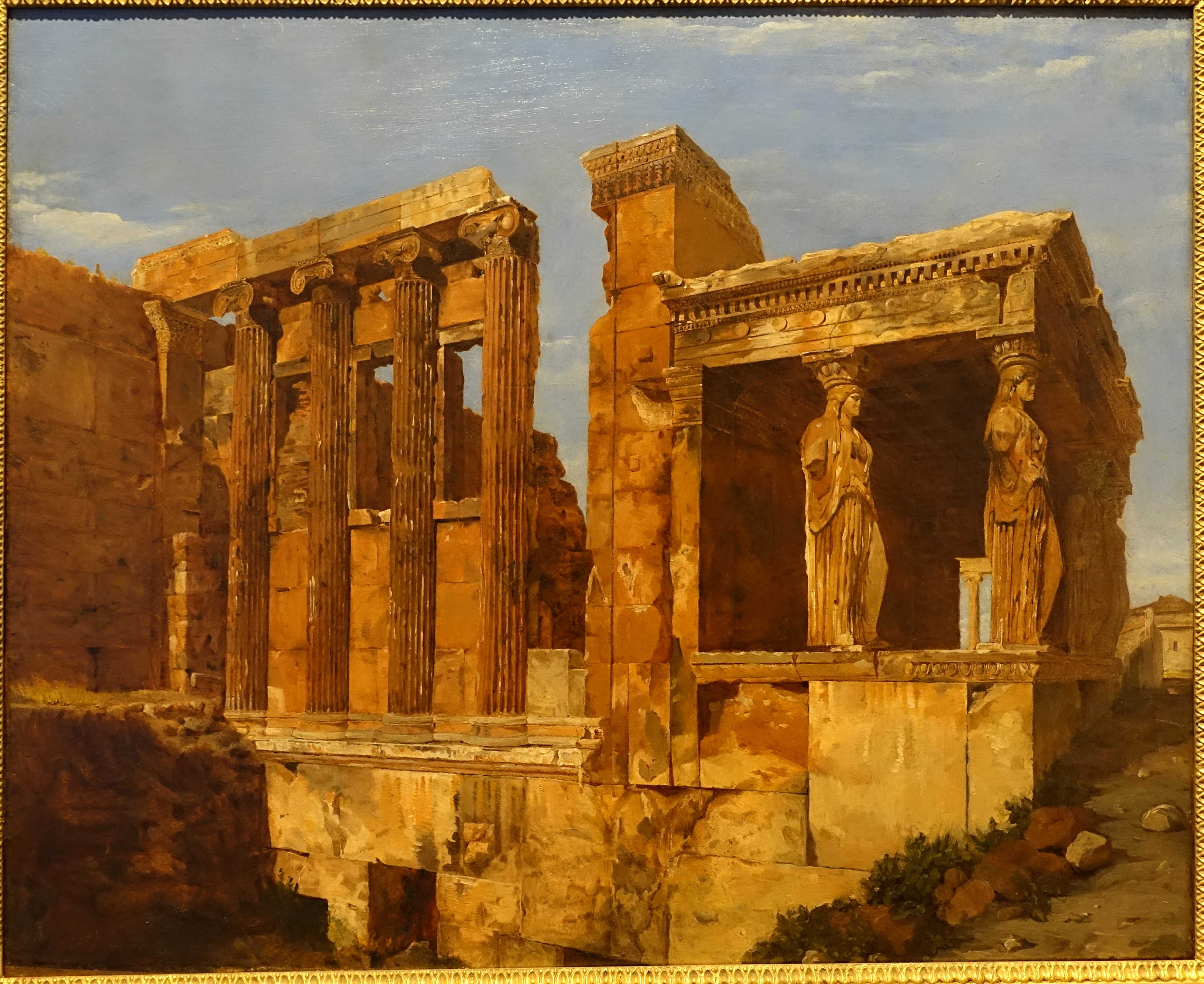
アクロポリスのエレクテイオン
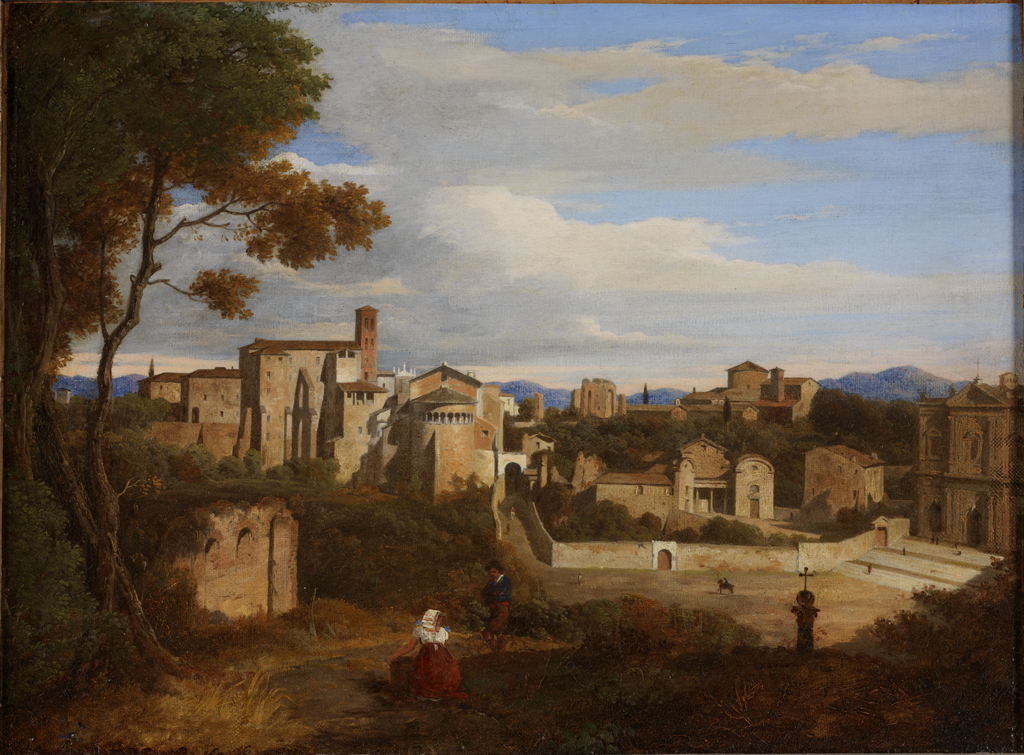
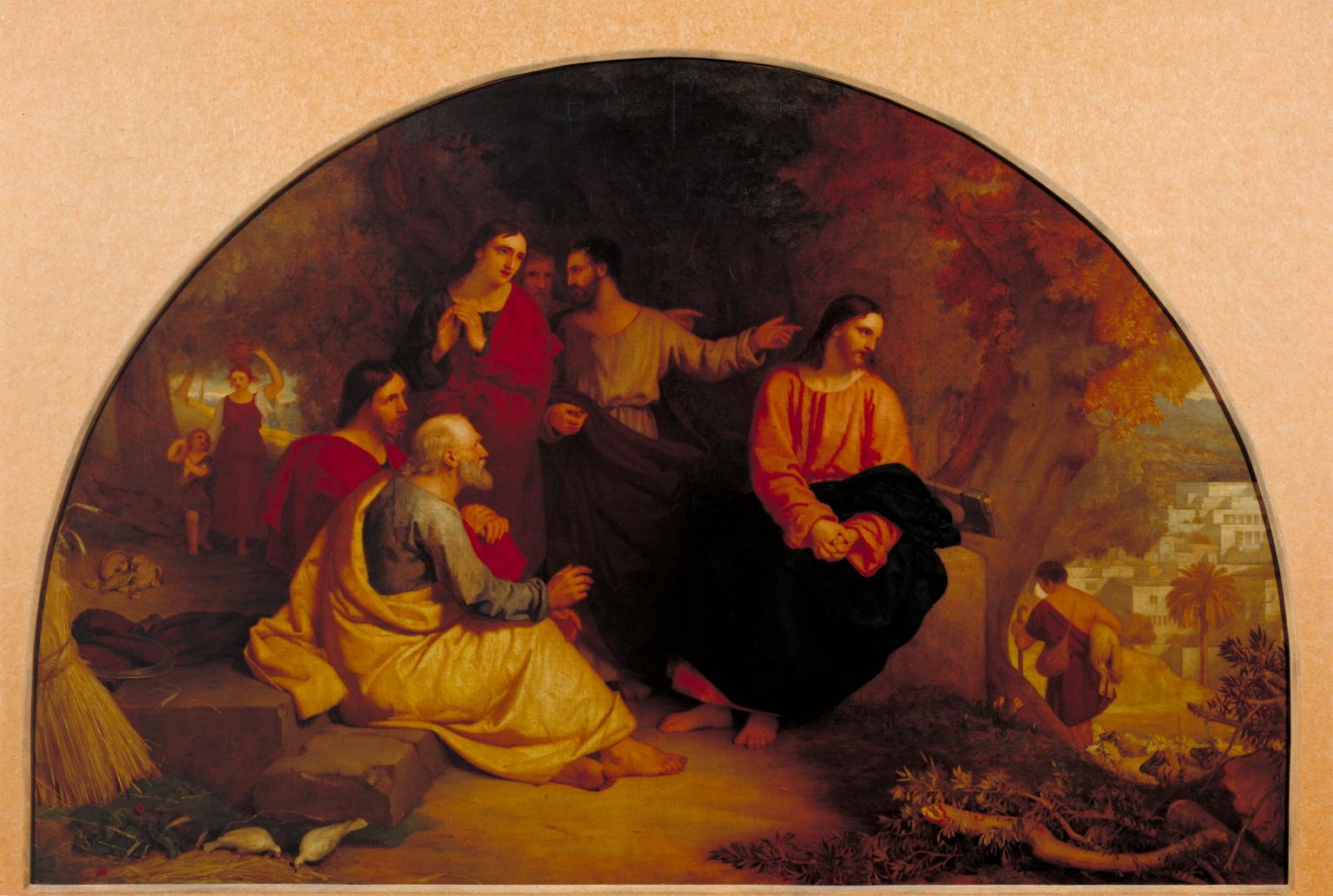
Christ Lamenting over Jerusalem (1846)